# Zeke Zettner
Thomas "Zeke" Zettner (n. 21 septembrie 1948; d. 10 noiembrie 1973) a fost un membru al trupei rock The Stooges. L-a înlocuit pe basistul original al formației, Dave Alexander, după lansarea albumului Fun House (1970). Problemele cu alcoolul l-au făcut pe Zettner incapabil să mai cânte cu The Stooges.